# Лавина Бјанка (Болцано)
Лавина Бјанка је насеље у Италији у округу Болцано, региону Трентино-Јужни Тирол.
Према процени из 2011. у насељу је живело 62 становника. Насеље се налази на надморској висини од 1194 м.